# 1601 Patry
1601 Patry (1942 KA) là một tiểu hành tinh vành đai chính được phát hiện ngày 18 tháng 5 năm 1942 bởi L. Boyer ở Algiers.